# Saison 5 de Scrubs
Chronologie
Saison 4 Saison 6
Cet article présente le guide des épisodes de la cinquième saison de la série télévisée Scrubs.

## Distribution

### Acteurs principaux
- Zach Braff (VF : Alexis Tomassian) : Dr John Michael « JD » Dorian
- Sarah Chalke (VF : Véronique Desmadryl) : Dr Elliot Reid
- Donald Faison (VF : Lucien Jean-Baptiste) : Dr Christopher « Turk » Duncan Turk
- John C. McGinley (VF : Hervé Jolly) : Dr Perceval « Perry » Ulysse Cox
- Ken Jenkins (VF : Richard Leblond) : Dr Robert « Bob » Kelso
- Judy Reyes (VF : Julie Turin) : Infirmière Carla Espinosa
- Neil Flynn (VF : Pascal Massix) : L'homme de ménage ou le Concierge (The Janitor en VO)

### Acteurs secondaires
- Aloma Wright (VF : Catherine Artigala) : Infirmière Laverne Roberts
- Robert Maschio (VF : Pascal Germain) : Dr Todd Quinlan
- Sam Lloyd (VF : Denis Boileau) : Ted Buckland
- Christa Miller-Lawrence (VF : Brigitte Aubry) : Jordan Sullivan
- Johnny Kastl (VF : Emmanuel Beckermann) : Dr Doug Murphy
- Robert Clendenin (en) (VF : Éric Marchal) : 'Dr Bob Zeltzer
- Philip McNiven (VF : Yves-Henry Salerne) : Roy
- Randall Winston (en) : Leonard
- Martin Klebba : Randall Winston
- Michael Hobert (en) : Lonnie
- Travis Schuldt (VF : Yann Guillemot) : Keith Dudemeister
- Richard Kind (VF : Gérard Surugue) : Harvey Corman
- Bellamy Young (VF : Claire Guyot) : Dr Grace Miller
- Elizabeth Banks (VF : Marie-Eugénie Maréchal) : Dr Kim Briggs
- Nicole Sullivan (VF : Barbara Delsol) : Jill Tracy
- Tara Reid (VF : Charlotte Marin) : Danni Sullivan
- Marley Henry : Titulaire Ronald, dit Snoop Dogg
- Bob Bencomo : Coleman Slawski, dit Docteur Colonel
- Frank Cameron (VF : Matthieu Albertini) : Dr Walter Mickhead
- Geoff Stevenson : Dr Beardface (nom original, traduit par Dr Barbeblanche, Barberousse, Barbepoilue selon les épisodes
- Cody Estes (en) : J.D. jeune
- Andrew Miller : Jack Cox
- Phill Lewis (VF : Thierry Desroses) : Hooch

### Invités
- Peter Jacobson : M. Foster, un patient (épisode 8)
- Jason Bateman : M. Suton, un patient (épisode 8)
- Mandy Moore (VF : Camille Donda) : Julie Quinn[1] (épisodes 9 et 10)
- Tom Cavanagh (VF : Lionel Tua) : Daniel « Dan » Dorian, grand frère de JD (épisode 18)
- Paul Adelstein : Docteur Stone (épisode 21)

#### Caméos
Gary Busey (épisode 6), Billy Dee Williams (épisode 10), Kareem Abdul-Jabbar (épisode 12)

## Résumé de la saison
JD emménage chez Elliot (épisode 4). Il rencontre ensuite la charmante Julie Quinn, achète un terrain avec elle (épisode 9) mais finit par la quitter (épisode 10). Quant à Elliot, après avoir perdu son travail de chercheuse (épisode 2), elle réintègre l'équipe du Sacré-Cœur (épisode 4). Sentimentalement, après avoir quitté Jack (épisode 3), elle couche avec Keith, un interne (épisode 11). D'abord purement sexuelle, cette relation devient de plus en plus sérieuse (épisode 13).
Le personnel de l'hôpital va être bouleversé par deux tragiques évènements : la mort de Madame Wilks après une longue hospitalisation (épisodes 6-13) puis le décès de trois patients qui s'étaient faits greffer des organes d'une victime de la rage (épisode 20). Le docteur Cox sera particulièrement touché par cette tragédie (épisodes 21-22) et se rapprochera de JD.
Carla et Turk essaient non sans mal d'avoir un enfant (épisode 10 et 14). Carla tombe finalement enceinte (épisode 16). Un autre couple attend un heureux événement : Cox et Jordan (épisode 24).
JD fait la connaissance d'une urologue, Kim Briggs (épisode 23). Dans le dernier épisode, ils finissent par coucher ensemble. Deux semaines et demie plus tard, elle lui annonce qu'elle est enceinte.

## Épisodes

### Épisode 1:Mon regard d'interne
- États-Unis : 3 janvier 2006[2]
- France : 
  - 27 août 2006 sur TPS Star
  - 2 novembre 2007 sur M6

### Épisode 2:Mon rite de passage
- États-Unis : 3 janvier 2006
- France : 
  - 27 août 2006 sur TPS Star
  - 2 novembre 2007 sur M6

- Travis Schuldt (Keith)
- Alexander Chaplin (Sam Thompson)
- Robert Maschio (Todd)
- J. P. Manoux (Charlie)
- Frank Encarnacao (Dr Mickhead)
- Jordan Zucker (Lisa)
- Aaron Ikeda (Rex)
- Christina Miles (Gloria)

- Sam Thompson (Alexander Chaplin) a déjà fait une apparition, comme étant le patient drogué qui a tenté d'avoir Elliot (Saison 3, Épisode 17)

### Épisode 3:Ma journée aux courses
- États-Unis : 10 janvier 2006
- France : 
  - 3 septembre 2006 sur TPS Star
  - 9 novembre 2007 sur M6

- Josh Randall (Jake)
- Christa Miller Lawrence (Jordan Sullivan)
- Robert Maschio (Todd)
- Charles Chun (Dr Wen)
- Meredith Roberts (Kathy)

### Épisode 4:Mon cas de conscience
- États-Unis : 10 janvier 2006
- France : 
  - 3 septembre 2006 sur TPS Star
  - 9 novembre 2007 sur M6

- Travis Schuldt (Keith)
- Robert Maschio (Todd)
- Frank Encarnacao (Dr Mickhead)
- Geoffrey Wade (Dr Bailey)
- Michael Merton (M. Keck)

### Épisode 5:Mon nouveau dieu
- États-Unis : 17 janvier 2006
- France : 
  - 10 septembre 2006 sur TPS Star
  - 16 novembre 2007 sur M6

- Christa Miller Lawrence (Jordan Sullivan)
- Cheryl Hines (Paige)
- Wesley Leong (M. Kwan)
- Carol Hickey (Mme Donnelly)

### Épisode 6:Mes fausses perceptions
- États-Unis : 17 janvier 2006
- France : 
  - 10 septembre 2006 sur TPS Star
  - 16 novembre 2007 sur M6

- Christa Miller Lawrence (Jordan Sullivan)
- Travis Schuldt (Keith)
- Gary Busey (Lui-même)
- Robert Maschio (Todd)
- Jordan Zucker (Lisa)
- Thomas Crawford (M. Peele)

### Épisode 7:Mon retour à la maison
- États-Unis : 24 janvier 2006
- France : 
  - 17 septembre 2006 sur TPS Star
  - 23 novembre 2007 sur M6

- Christa Miller Lawrence (Jordan Sullivan)
- Travis Schuldt (Keith)
- Philip Mcniven (Ray)
- Robert Maschio (Todd)
- David Downs (M. Bolger)

### Épisode 8:Mon gros oiseau
- États-Unis : 24 janvier 2006
- France : 
  - 17 septembre 2006 sur TPS Star
  - 30 novembre 2007 sur M6

- Travis Schuldt (Keith)
- Christa Miller Lawrence (Jordan Sullivan)
- Jason Bateman (M. Sudden)
- Allison Smith (Mme Brown)
- Peter Jacobson (M. Foster)

### Épisode 9:Mes deux cents mètres carrés
- États-Unis : 7 février 2006
- France : 
  - 24 septembre 2006 sur TPS Star
  - 30 novembre 2007 sur M6

- Mandy Moore (Julie)
- Michael Learned (Mme Wilk)
- Robert Maschio (Todd)
- Christa Miller Lawrence (Jordan Sullivan)
- Michael Hobert (Lonnie)
- Mike Schwartz (Lloyd)
- Tangelia Rouse (Mme London)

### Épisode 10:Son histoire 2
- États-Unis : 7 février 2006
- France : 
  - 24 septembre 2006 sur TPS Star
  - 7 décembre 2007 sur M6

- Mandy Moore (Julie)
- Michael Learned (Mme Wilk)
- Billy Dee Williams (Lui-même)
- Jay Kenneth Johnson (Dr Matthews)
- Christa Miller Lawrence (Jordan Sullivan)
- Yvonne Arias (Infirmière Martinez)

### Épisode 11:Mes disputes
- États-Unis : 28 février 2006
- France : 
  - 1er octobre 2006 sur TPS Star
  - 7 décembre 2007 sur M6

- Travis Schuldt (Keith)
- Michael Learned (Mme Wilk)
- Christa Miller Lawrence (Jordan Sullivan)
- Callard Harris (Type mignon)
- Aaron Ikeda (Rex)

### Épisode 12:Mon interne
- États-Unis : 28 février 2006
- France : 
  - 1er octobre 2006 sur TPS Star
  - 14 décembre 2007 sur M6

- Travis Schuldt (Keith)
- Michael Learned (Mme Wilk)
- Frank Encarnacao (Dr Mickhead)
- Christina Miles (Gloria)
- Kareem Abdul-Jabbar (lui-même)

### Épisode 13:Mes cinq douleurs
- États-Unis : 7 mars 2006
- France : 
  - 8 octobre 2006 sur TPS Star
  - 14 décembre 2007 sur M6

- Dave Foley (Dr Hedrick)
- Travis Schuldt (Keith)
- Michael Learned (Mme Wilk)

### Épisode 14:Mon enfer personnel
- États-Unis : 14 mars 2006
- France : 
  - 8 octobre 2006 sur TPS Star
  - 21 décembre 2007 sur M6

- Travis Schuldt (Keith)
- Christa Miller Lawrence (Jordan Sullivan)
- Jordan Zucker (Lisa)
- Christina Miles (Gloria)
- Aaron Ikeda (Rex)
- Michael Hobert (Lonnie)

### Épisode 15:Mon petit plus
- États-Unis : 21 mars 2006
- France : 
  - 15 octobre 2006 sur TPS Star
  - 21 décembre 2007 sur M6

- Travis Schuldt (Keith)
- Charles Chun (Dr Wen)
- Wes Robinson (Jake)
- James Curreri (Larry)
- David St. James (M. Sommers)

### Épisode 16:Mon idée géniale
- États-Unis : 28 mars 2006
- France : 
  - 15 octobre 2006 sur TPS Star
  - 28 décembre 2007 sur M6

- Travis Schuldt (Keith)
- Christa Miller Lawrence (Jordan Sullivan)
- Christina Miles (Gloria)
- Sabin Rich (Stanley)

### Épisode 17:Mon foie en morceaux
- États-Unis : 4 avril 2006
- France : 
  - 22 octobre 2006 sur TPS Star
  - 28 décembre 2007 sur M6

- Travis Schuldt (Keith)
- Christa Miller Lawrence (Jordan Sullivan)
- Robert Clendenin (Dr Zeltzer)
- Noel Arthur (Frat Guy)
- Christina Miles (Gloria)
- Frank Encarnacao (Dr Mickhead)
- Charles Chun (Dr Wen)
- Aaron Ikeda (Rex)
- Susan Bolles (Mme Zeltzer)

### Épisode 18:Mon nouveau costume
- États-Unis : 11 avril 2006
- France : 
  - 22 octobre 2006 sur TPS Star
  - 4 janvier 2008 sur M6

- Thomas Cavanagh (Daniel « Dan » Dorian)
- Travis Schuldt (Keith)
- Christa Miller Lawrence (Jordan Sullivan)
- Michael Hobert (Lonnie)
- Britt Erickson (Claire)
- Jack Axelrod (Homme Italien)
- Christine Ashe (Patiente)

### Épisode 19:Son histoire 3
- États-Unis : 18 avril 2006
- France : 
  - 29 octobre 2006 sur TPS Star
  - 4 janvier 2008 sur M6

- Travis Schuldt (Keith)
- Jordan Zucker (Lisa)
- Michael Hobert (Lonnie)
- Robert Beckwith (Dr Johnson)

### Épisode 20:Mon déjeuner
- États-Unis : 25 avril 2006
- France : 
  - 29 octobre 2006 sur TPS Star
  - 11 janvier 2008 sur M6

- Nicole Sullivan (Jill Tracy)
- Robert Maschio (Todd)
- Rachel Avery (Jenny)
- David Warshofsky (Dave Bradford)
- Jordan Zucker (Lisa)
- Frank Encarnacao (Dr Mickhead)
- Christina Miles (Gloria)
- Rachel Winfree (mère de Jill)
- Lyn Alicia Henderson (Rebecca)
- Meredith Roberts (Kathy)

### Épisode 21:Mon dieu déchu
- États-Unis : 2 mai 2006
- France : 
  - 5 novembre 2006 sur TPS Star
  - 11 janvier 2008 sur M6

- Travis Schuldt (Keith)
- Christa Miller Lawrence (Jordan Sullivan)
- Paul Adelstein (Dr Stone)
- Philip Mcniven (Roy)
- Christina Miles (Gloria)
- Jordan Zucker (Lisa)

### Épisode 22:Mon déjà vu, déjà vu
- États-Unis : 9 mai 2006
- France : 
  - 5 novembre 2006 sur TPS Star
  - 18 janvier 2008 sur M6

- Jay Kenneth Johnson (Dr Matthews)
- Randall Winston (Léonard)
- Michael Hobert (Lonnie)
- Yvonne Arias (Infirmière Martinez)
- Carole Goldman (Mme Goldstein)

### Épisode 23:Mon urologue
- États-Unis : 16 mai 2006
- France : 
  - 12 novembre 2006 sur TPS Star
  - 25 janvier 2008 sur M6

- Sarah Lancaster (Lisa)
- Elizabeth Banks (Dr Kim Briggs)
- Travis Schuldt (Keith)
- Jordan Zucker (Lisa)
- Christina Miles (Gloria)

### Épisode 24:Ma balade romantique
- États-Unis : 16 mai 2006
- France : 
  - 12 novembre 2006 sur TPS Star
  - 1er février 2008 sur M6

- Philip Mcniven (Roy)
- Elizabeth Banks (Dr Kim Briggs)
- Travis Schuldt (Keith)
- Jordan Zucker (Lisa)
- Christina Miles (Gloria)
- Aaron Ikeda (Rex)
- Edward Tinney (Dr Fulton)